# 叶少兰
葉少蘭（1942年—），原名葉強，又名葉金泰，中国京劇表演艺术家，一級演員，工小生。

## 生平
文化大革命結束后，展開與杜近芳的合作，后參加战友京剧团。
曾整理葉盛蘭生前的《呂布與貂蟬》演出劇本，擔任舞台導演和主演，重新搬上京劇舞台，被拍成彩色京劇電影。
2008年，当选第十一届全国政协委员，代表文化艺术界，分入第二十六组。并担任教科文卫体委员会专委。

## 家庭
他是葉盛蘭與劉淑卿的小兒子，哥哥葉蓬工京劇老生。